# Адам Браун
Адам Браун (нар. 31 жовтня 1983 р., Нью-Йорк) — міжнародний громадський діяч, філантроп, письменник та підприємець, за національністю — єврей американського походження. Засновник та виконавчий директор некомерційної організації «Олівці надії» (Pencils of Promise), що будує школи та надає доступ до освіти дітям з країн, що розвиваються.
Адам Браун відомий застосуванням бізнесових підходів у благочинній діяльності (зокрема, в постановці цілей), що дозволяє зробити доброчинність ефективнішою. Він також написав книгу під назвою «Олівець надії: Як звичайна людина може здійснити надзвичайні зміни», опубліковану в березні 2014 року.

## Біографія
Браун народився в Нью-Йорку в релігійній єврейській родині та виріс у Гринвічі (штат Коннектикут) зі своїми братами та сестрою: Скоттом (більше відомим як музичний продюсер Скутер Браун), Лізою, Семом і Корнеліо.
Батько Адама Ервін Браун, стоматолог, заснував баскетбольну Аматорську атлетичну спілку і досі залишається тренером збірної.
Під час навчання в Університеті Брауна Адам теж грав у баскетбольній збірній. Університет він закінчив з відзнакою та ступенем бакалавра в галузі економіки, соціології та управління в публічному та приватному секторах.
До «Олівців надії» Браун працював у компанії Bain & Company у 2007—2010 роках.
Адам Браун вирушив подорожувати довкола світу за програмою «Морський семестр» під час навчання в університеті, і після його закінчення відвідав понад 50 країн. У кожній країні, яку він відвідував впродовж «Морського семестру», Адам запитував у місцевих дітей, чого вони хотіли б понад усе у світі, якби могли мати все, що завгодно. В Індії один хлопчик відповів йому: «Олівець». Браун віддав тоді йому свого олівця, але ця зустріч змінила надалі його життя, надихнувши врешті на створення міжнародної організації з назвою «Олівці надії».
Адаму було 24 повних роки у жовтні 2008 року, коли він заснував «Олівці надії». Того ж місяця йому мало виповнитися 25 років, і він поклав на банківський рахунок новоствореної організації 25 доларів. З такого капіталу почалася організація, яка впродовж наступних чотирьох років побудувала понад сто шкіл по усьому світу. Станом на 2015 «Олівці надії» заснували вже понад 300 шкіл для дітей з бідних регіонів світу.

## Книга «Олівець надії»
Книга «Олівець надії: Як звичайна людина може здійснити надзвичайні зміни» була випущена видавництвом Scribner, надрукована Simon & Schuster, 18 березня 2014. Книга стала бестселером № 1 на платформі Amazon.com, а її тираж був розпроданий з цього сайту впродовж 5 днів після виходу у світ. Книга також зайняла друге місце у списку бестселерів за версією New York Times. У липні 2014 року вона була визнана бестселером № 1 у США. Сюжет мемуарів вибудований у вигляді тридцяти коротких глав, кожна з яких названа мантрою-порадою.

## Відзнаки
- 2012 Forbes: Список «30 успішних людей до 30»[14]
- Журнал Wired, 2012 рік: 50 людей, що змінюють світ.[15]
- Визначна Американська нагорода за лідерство, 2012 рік. (вручена на Конференції з американського лідерства[16]
- «Агент інновацій» — відзнака Fast Company, 2012 рік.[5]
- Обличчя British Airways: відзнака Opportunity Grand Prize, 2011 рік.[17]